# Billy Weber
William Weber (Los Angeles), mais conhecido como Billy Weber, é um editor norte-americano.
Os primeiros trabalhos de Weber no cinema foram em 1973 como editor associado nos filmes Badlands e Messiah of Evil. Em seguida ele foi assistente de edição em Taxi Driver, de 1976.
Seu primeiro foi como editor foi em 1978 com Days of Heaven, dirigido por Terrence Malick. Weber acabaria por trabalhar com Malick novamente nos filmes The Thin Red Line de 1998 e The Tree of Life de 2012. Outros filmes como editor incluem The Warriors, 48 Hrs., Beverly Hills Cop, Top Gun, Beverly Hills Cop II, Days of Thunder, Bulworth, Gigli e Nacho Libre.